# Alepidea setifera
Alepidea setifera är en växtart i släktet Alepidea och familjen flockblommiga växter. Den beskrevs av Nicholas Edward Brown 1896.
Arten är en perenn ört som förekommer i Sydafrika.